# Rivière Atimw
La rivière Atimw est un affluent de la rive nord-est de la Baie du Chien laquelle constitue un appendice de la rive nord du lac Manouane. La rivière Atimw coule du côté ouest de la rivière Saint-Maurice, dans le territoire de La Tuque, en Mauricie, au Québec, au Canada.
Le cours de la rivière traverse les cantons de Lavigne, de Amyot, de Lortie et de Laliberté. Ce cours d'eau fait partie du bassin versant de la rivière Saint-Maurice laquelle se déverse à Trois-Rivières sur la rive nord du fleuve Saint-Laurent.
L’activité économique du bassin versant de la rivière Atimw est la foresterie. Le cours de la rivière coule entièrement en zones forestières. La surface de la rivière est généralement gelée du début de décembre jusqu’au début d’avril.

## Géographie
La rivière Atimw prend sa source à l’embouchure du lac Philip (longueur : 1,4 km ; altitude : 492 m) situé dans le canton de Lavigne. L’embouchure de ce lac est située à 20,7 km au nord-ouest de la confluence de la rivière Atimw et à 24,6 km à l'ouest du centre du village de Wemotaci.
À partir de l’embouchure du lac Dorothy, la rivière Atimw coule sur 29,3 km, selon les segments suivants :
Cours supérieur (segment de 15,0 km)
- 2,6 km vers l'ouest, dans le canton de Lavigne, jusqu’à un ruisseau (venant du nord) ;
- 4,5 km vers le sud, jusqu’à la rive ouest du lac Lavigne ;
- 3,8 km vers le sud, en traversant le lac Lavigne (longueur : 3,9 km ; altitude : 419 m) jusqu’à la limite du canton de Amyot (situé à une centaine de mètres au sud de l’embouchure du lac ;
- 4,1 km vers le sud-est notamment en coupant la pointe Ouest du canton de Amyot et en traversant le lac La Baie (altitude : 418 m sur 3,8 km, jusqu’à son embouchure situé au sud ;

Cours inférieur (segment de 14,3 km)
- 1,8 km vers le sud-est, en traversant le lac du Chef (altitude : 418 m) sur sa pleine longueur ;
- 4,6 km vers le sud-ouest, notamment en traversant le lac de la Souris (altitude : 418 m) et en coupant deux routes forestières, jusqu’à la rive nord du lac Lortie ;

- 5,4 km vers le sud, en traversant le lac Lortie (altitude : 413 m et en coupant la limite entre les cantons de Lortie et de Laliberté, jusqu’à son embouchure ;
- 2,5 km vers le nord-ouest, jusqu’à la confluence de la rivière[2].

La rivière Atimw se déverse dans le canton de Laliberté sur la rive nord-est de la Baie du Chien, sur la rive nord du lac Manouane lequel est traversé vers le nord-est par la rivière Manouane.
La confluence de la rivière Atimw est située à :
- 162 km au nord du centre du village de Saint-Michel-des-Saints ;
- 41,3 km au sud-est du centre du village de Wemotaci ;

- 106 km à l'ouest du centre-ville de La Tuque.

## Toponymie
Le toponyme rivière Atimw a été officialisé le 5 mars 1981 à la Commission de toponymie du Québec.